# Габель Августина Станіславівна
Августина Станіславівна Габель (до шлюбу Сінькевич, Сінкевич або Сенкевич; 30 серпня 1853 року, Санкт-Петербург, Російська імперія — 29 березня 1907 року, Харків, Російська імперія) — революціонерка-народниця, бібліотекарка. Була учасницею революційного гуртка Ореста Габеля, за керівника якого вийшла заміж. Добровільно поїхала за чоловіком до Сибіру, куди його заслали. Брала участь у бібліотечному житті Харкова, листувалася з письменниками на тему наповнення фондів Харківської громадської бібліотеки. Знайома художника Іллі Рєпіна, який намалював її портрет. Матір хіміка Юрія Габеля та літературознавиці Маргарити Габель.

## Біографія

### Революційна діяльність і заслання
Августина Сінькевич народилася 30 серпня 1853 року в Санкт-Петербурзі у сім'ї обрусілого поляка, титулярного радника Станіслава Вікентійовича Сінькевича. У ранньому віці осиротіла і виховувалася в родині старшої сестри Олени та її чоловіка стоматолога Самуїла Лінбека. Початкову освіту здобула у Василеострівській жіночій гімназії, яку закінчила 1869 року.

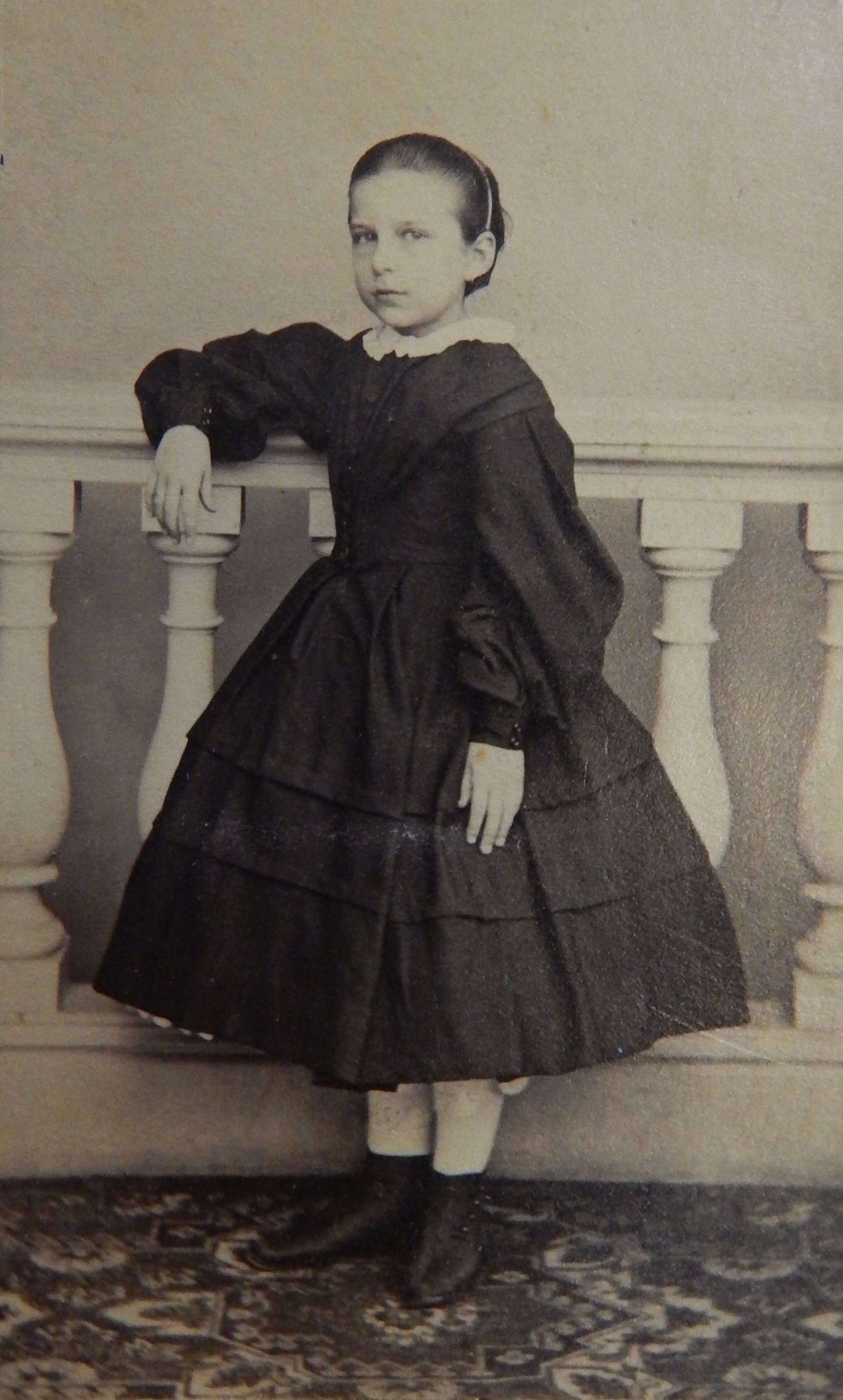
Августина Сінькевич у дитинстві

Давала приватні уроки. У середині 1870-х років разом з Софією Сміттен організувала на артільних засадах шевську майстерню на Поштамтській вулиці. У майстерні проводилися збори, на яких вів революційну пропаганду Михайло Овчинников. Саме тут з ідеями народництва ознайомився фінський робітник Йоганн Пельконен, згодом один із фігурантів «Великого процесу».
У 1874 році перебувала під негласним наглядом, проживаючи у родичів в Харкові. У Харкові Августина познайомилася з народником Порфирієм Войнаральським, пропагувала революційні ідеї, зокрема серед студентів. Стала учасницею ходіння в народ в околицях Чугуєва. Дослідниця Софія Шоломова висловила припущення, що Августині подавав певну матеріальну допомогу уродженець Чугуєва — художник Ілля Рєпін, якого вона знала з юних років.
Повернувшись до столиці, вона познайомилася зі студентом Орестом Габелем. Він часто бував у неї вдома як репетитор племінника Самуїла Лінбека. Зблизившись на ґрунті народницького світогляду, Августина Сінькевич і Орест Габель повінчалися 1875 року. У тому самому році вони вирушили до Боснії і Герцеговини, щоб узяти участь в антитурецькому повстанні, однак пробули там недовго.
У Санкт-Петербурзі Августина Габель увійшла в організований її чоловіком народницький гурток, члени якого готували втечу народників Сергія Ковалика і Порфирія Войнаральського з Будинку попереднього ув'язнення. На пропозицію члена гуртка Григорія Мачтета, 15 серпня 1876 року вона разом з Надією Бантле та Олександром Клушиним забрала компрометувальні матеріали з квартири нещодавно заарештованої Євгенії Бартошевич. Того ж дня Августину обшукали і заарештували. З 25 вересня по 2 жовтня 1876 року вона перебувала у в'язниці Петропавлівської фортеці, а тоді в лікарні Петербурзького тюремного замку. Там у грудні народила первістка — доньку Людмилу. Притягувалася до дізнання за звинуваченням «у стосунках з утримуваними в будинку попереднього ув'язнення з метою їх звільнення». Всього під вартою провела чотири з половиною місяці. Справу Августини Габель закрито в адміністративному порядку з найвищого веління від 2 жовтня 1877 року. У терміні її ув'язнення враховано попереднє перебування під вартою. За Габель встановлено гласний нагляд.
У середині червня 1878 року вона добровільно поїхала за чоловіком у заслання до Східного Сибіру , попередньо отримавши дозвіл від міністра внутрішніх справ. Мешкала з чоловіком у Балаганську Іркутської губернії, провадила домашнє господарство. Під час перебування на засланні у подружжя народилися три дочки — Олена, Валерія і Марія. 3 травня 1882 Августину Габель звільнено від гласного нагляду, згідно з постановою Особливої наради.
Дослідниця Ольга Ніколаєнко вказувала на схожість постатей Августини Габель та іншої польки Валерії Білоконської, голови Харківського відділення «Товариства взаємної допомоги працюючих жінок». Ув'язнення та багаторічне заслання стало важливим етапом в житті обох жінок і вплинуло на становлення їх особистостей. Пережиті виклики загартували їх характер та волю і спонукали до пошуку свого покликання. Важливим фактором, який допоміг жінкам пройти всі випробування важких умов заслання, на думку дослідниці, була наявність вірних чоловіків, які кохали їх і завдяки чому дружини могли зосередилися на родинному житті.

### Бібліотечна діяльність

Фотопортрет Августини Габель, виконаний Альфредом Федецьким у 1895 році

По завершенні терміну заслання Ореста Габеля, його родина залишила Сибір і в серпні 1887 року прибула до Харкова, де за подружжям був встановлений негласний нагляд. На новому місці у родині з'явилося ще дві дитини — Юрій і Маргарита. У Харкові Августина Габель поринула в культурне життя міста. Разом з чоловіком брала участь у роботі Харківського товариства поширення у народі грамотності. У 1890 році стала членом Харківської громадської бібліотеки, а в 1893—1903 роках працювала в бібліотеці. Брала участь у зборах членів бібліотеки, чергувала на абонементі та надавала допомогу читачам у виборі книг. Коли виникло питання про створення філій бібліотеки в робочих районах, Августина входила до складу організаційної комісії та взяла активну участь у відкритті першої та другої філій, зокрема, займалася збором пожертв. Після створення Комітету філіальних відділень, який повинен був забезпечувати роботу філій бібліотеки, Августина була обрана його членом.
Одним з головних питань, яким вона займалася, було наповнення фондів бібліотеки новими книгами. Августина вела листування з багатьма авторами, просячи їх безплатно вислати книги бібліотеці. Серед її адресатів були письменники Антон Чехов і Лев Толстой. Її лист Чехову, відправлений в 1902 році, зберігся і був включений в каталог Євгена Лейтнеккера. В листі Августина запрошувала письменника відвідати літературний вечір на честь 25-річчя з дня смерті поета Миколи Некрасова, який планували провести у філіальному відділі Харківської громадської бібліотеки. Точна відповідь Чехова невідома, але дослідниця Софія Шоломова вказувала, що в каталозі першого філіального відділення було багато книг Чехова і, можливо, частина з них була надіслана автором у відповідь на лист Августини. Також у 1906 році бібліотека подавала клопотання про присвоєння філіалу назви «Чехівський».
Померла 29 березня 1907 року в Харкові. За віросповіданням була католичкою.

## Портрет

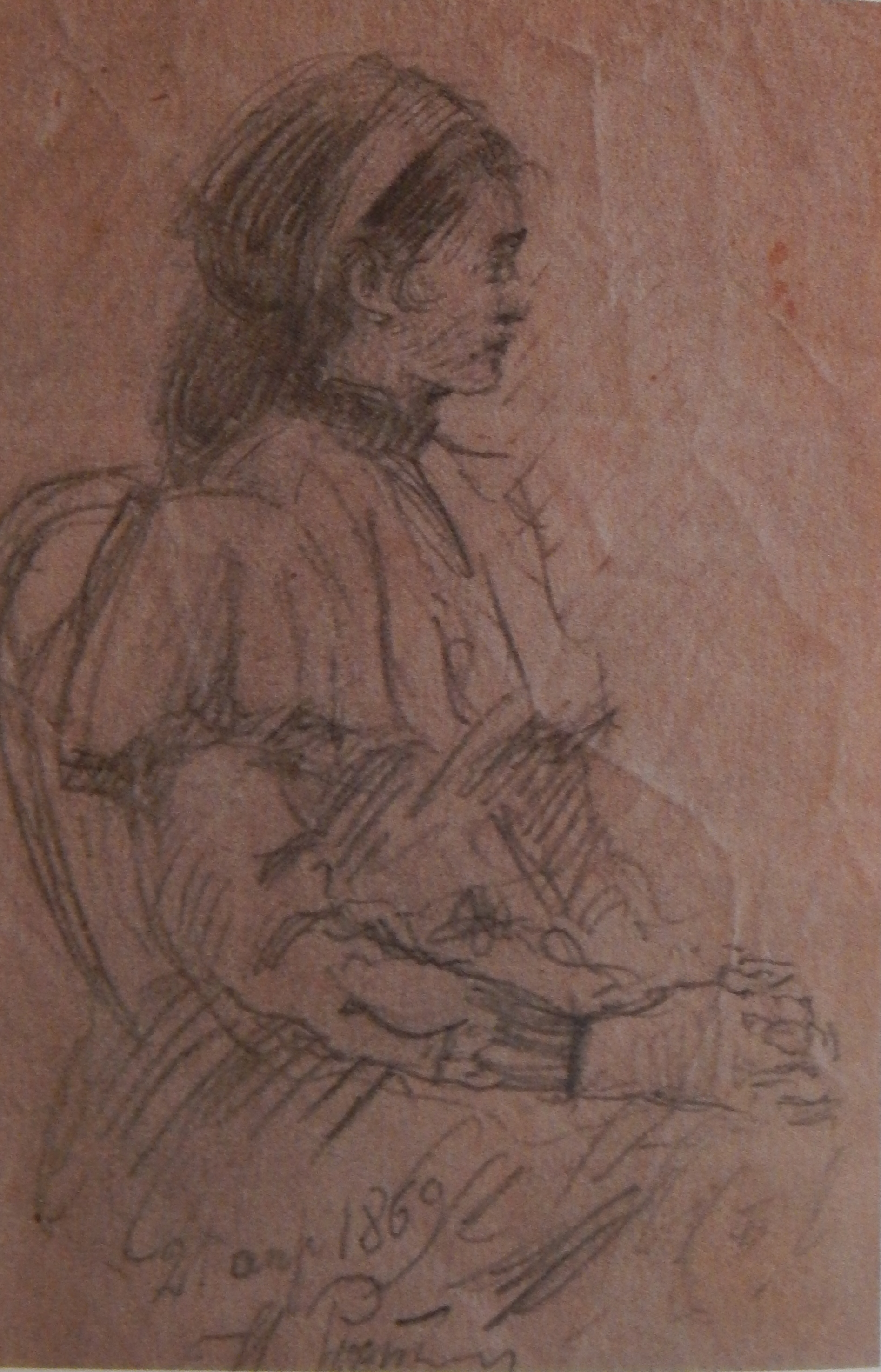
Ілля Рєпін. Портрет Августини Сінькевич. 1869 рік

В юності спілкувалася з художником Іллею Рєпіним з яким вона, напевно, познайомилася на одній зі студентських сходок. Художник-початківець, тоді ще студент Імператорської академії мистецтв, намалював Августину в п'ятнадцятирічному віці на одному з літературних вечорів, який відбувся 21 квітня 1869 року. Начерк олівцем довго зберігався в родині Габель, поки Маргарита — дочка Августини, не передала його до Харківського художнього музею. Вперше малюнок був опублікований мистецтвознавицею Мар'яною Черновою в журналі «Україна» у 1981 році. В музеї він же вперше був виставлений у 2019 році в експозиції з нагоди 175-ї річниці від дня народження Іллі Рєпіна.
На малюнку дівчина одягнена в плаття з пелериною, яке підкреслює струнку постать, похилі плечі та гнучку шию. Пишне волосся перев'язане світлою стрічкою, воно відтіняє обличчя з правильними рисами. Мистецтвознавиця Мар'яна Чернова відмічала, що на малюнку Августина перебуває у тривозі, вона, наче тільки на мить, напружено присіла на стілець. Її схрещені руки намагаються стримати внутрішні поривання, а погляд зосереджений та задумливий. На думку дослідниці, Рєпін «зумів підкорити характер малюнка змістові, зазирнути у психологічний стан портретованої». У виданні «Ілля Рєпін і Харківщина» зазначалося, що у портреті Августини видно характерна для ранньої графіки Рєпіна боязкість і сухуватість малюнка яка ріднить його з іншою роботою художника — портретом Ольги Чаплигіної.

## Родина

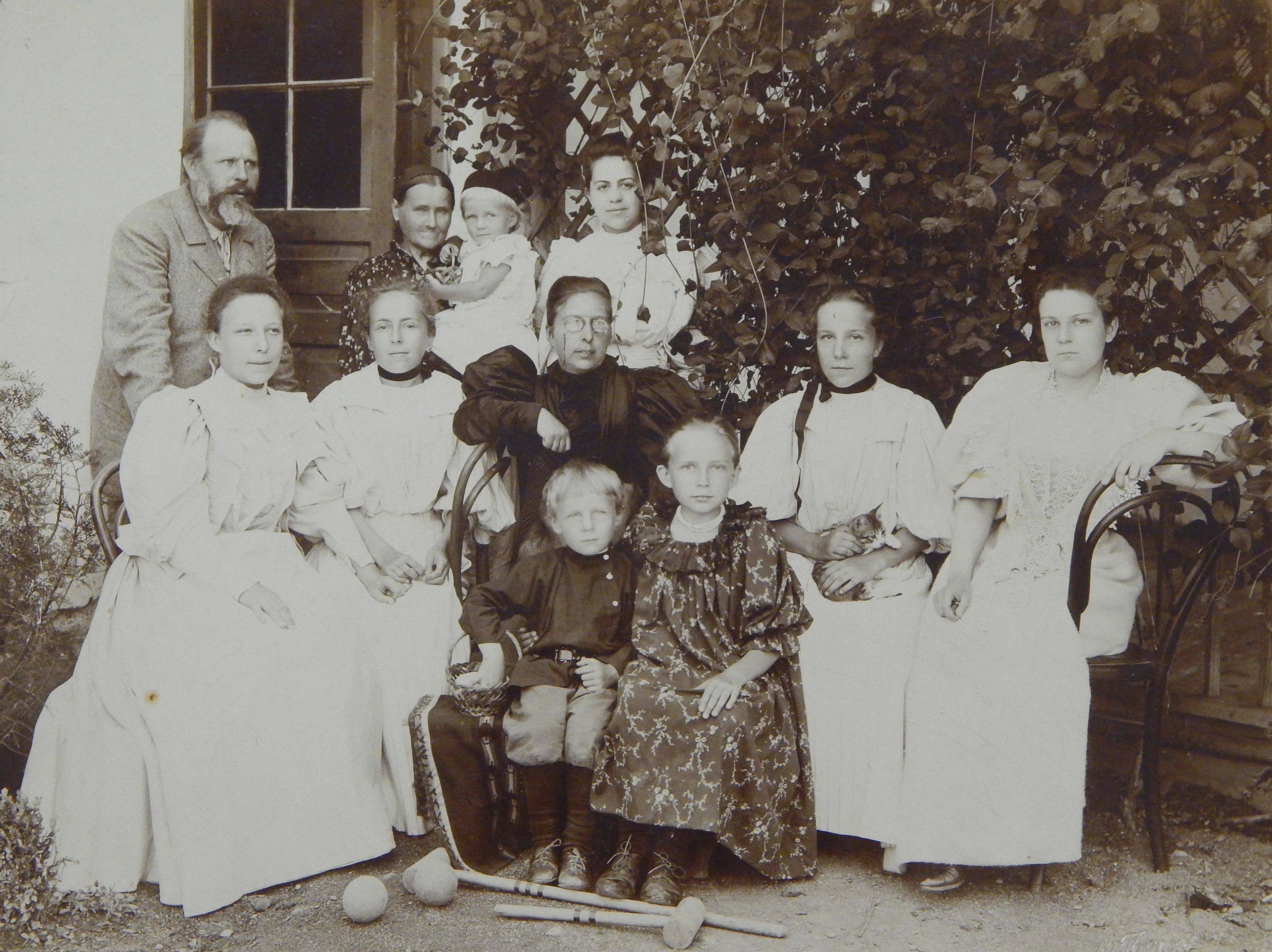
Августина Габель у колі рідних і друзів. Алушта, 1895 рік

Вийшла заміж за Ореста Мартиновича Габеля (1849—1915) — народника, політичного і громадського діяча, члена правління Харківської громадської бібліотеки та Харківського товариства грамотності. У подружжя народилося шестеро дітей:
- Людмила Орестівна Габель (1876—1967) — бібліотекарка, активна учасниця революційного руху[9].
- Олена Орестівна Габель (1879—?) — бібліотекарка і хімік, перша жінка-лаборантка у Товариство фізико-хімічних наук при Харківському університеті[27].
- Валерія Орестівна Гассельбрінк (1881—1970) — бібліотекарка, працювала в Харківській громадській бібліотеці та її філіальних відділах. У 1944—1949 роках працювала завідувачкою районної бібліотеки Голишмановського району Тюменської області[28].
- Марія Орестівна Габель-Ющенко (1886—1923) — активна учасниця революційного руху. За радянських часів заснувала в Харкові центральну педагогічну бібліотеку, пізніше названу її ім'ям[1].
- Юрій Орестович Габель (1891—1949) — український хімік, доктор хімічних наук (1940), директор Інституту хімії при Харківському університеті[14].
- Маргарита Орестівна Габель (1893—1981) — українська літературознавиця та книгознавиця, кандидат філологічних наук[26].

Те що всі доньки подружжя Габель «присвятили себе бібліотечній справі і книгознавству», на думку Ольги Ніколаєнко, свідчило про вагомий статус книги та читання у родині.

### Коментар
1. ↑  У літературі трапляються різні варіанти написання прізвища: Сінькевич[1], Сінкевич[2] та Сенкевич[3]
2. ↑  Дочка генерала Густава Сміттена[ru]
3. ↑  Євген Емілійович Лейтнеккер — краєзнавець, літературознавець та музейний робітник. Йому належать описи рукописів А. П. Чехова. 1938